# سیجن مدلین
سیجن مدلین (انگلیسی: Sagen Maddalena؛ زادهٔ ۱۶ اوت ۱۹۹۳) تیرانداز زن اهل ایالات متحده آمریکا است.
وی در مسابقات کشوری و بین‌المللی در مجموع برندهٔ ۵ مدال طلا، ۵ مدال نقره، ۴ مدال برنز شده است.